# Dreiheide

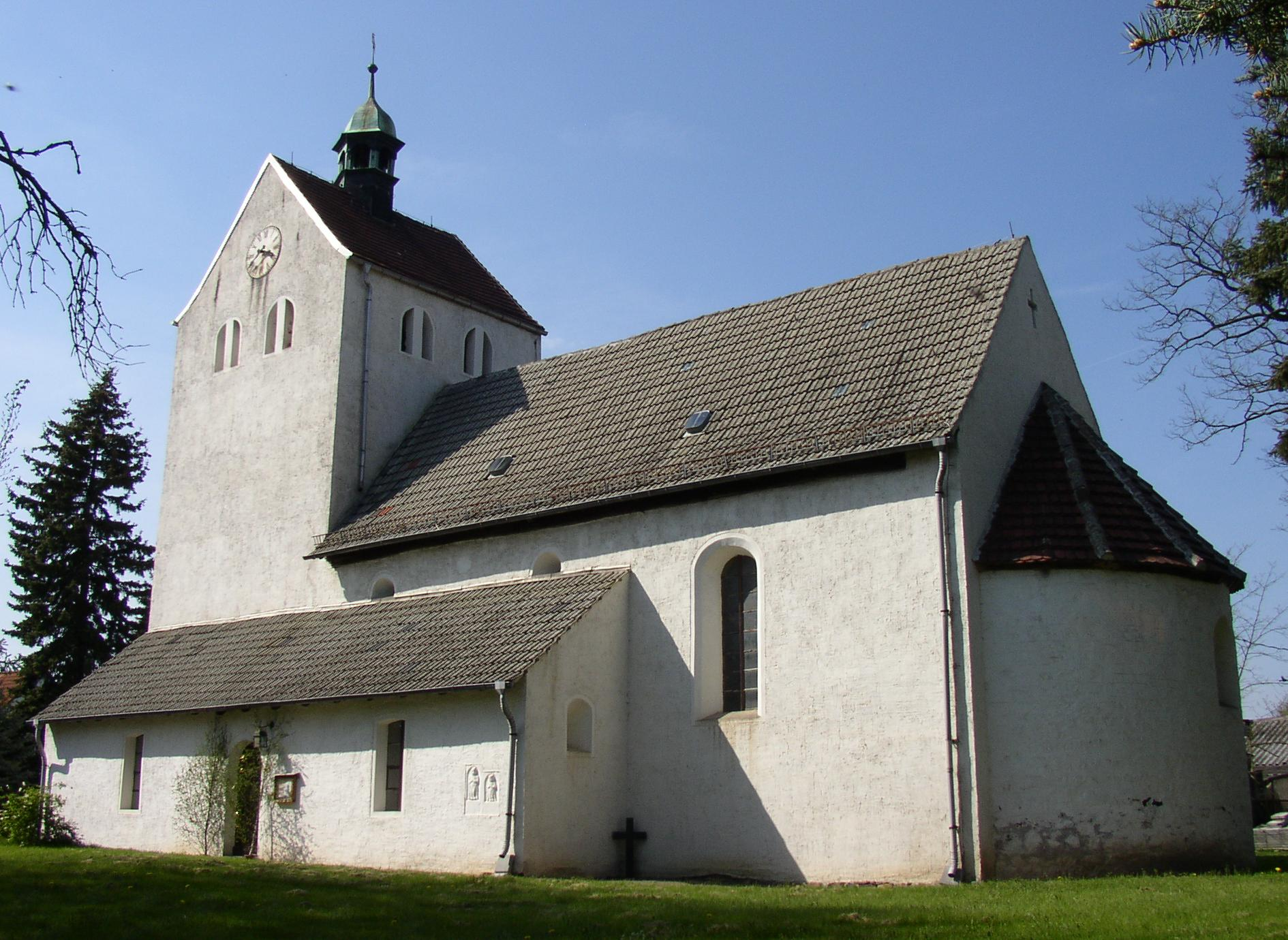

Dreiheide là một đô thị trong huyện Nordsachsen, bang tự do Sachsen, nước Đức. Đô thị Dreiheide có diện tích 33,53 km², dân số thời điểm ngày 31 tháng 12 năm 2005 là 2436 người.